# Paleis van Justitie (Nîmes)
Het Paleis van Justitie van Nîmes (1848) bevindt zich in het centrum van de Franse stad Nîmes, naast de Romeinse arena. Het zicht aan de Esplanade Charles de Gaulle toont dat de gevel een kopie is van de Romeinse tempel, de Maison Carrée.

## Historiek
Op deze plek stond in het ancien régime, het Maison du Roi, ofwel het huis van de koninklijk commandant van de stad. Na de Franse Revolutie werd dit gebouw afgebroken en vervangen door een eerste versie van het paleis van justitie. Deze was klaar in 1811. Al snel bekloeg het napoleontische bestuur er zich over dat dit gebouw te klein was. Het duurde tot de Julirevolutie van 1830 tot koning Louis Philippe akkoord ging met de bouw van een nieuw paleis van justitie.
In 1833 waren de plannen klaar. Gaston Bourdon, architect bij het departement Gard, tekende de plannen. Het Maison Carrée stond model voor de voorgevel. De eerstesteenlegging vond plaats in 1838, nadat de nodige fondsen gevonden waren. Er verrees een enorme stelling die indruk maakte op de inwoners van Nîmes. In 1845 was het gebouw zo goed als klaar. De kosten waren kolossaal meer dan begroot in 1833. In plaats van 246.000 Franse frank was al 737.000 Franse frank betaald. Het merendeel was ten laste van de Franse Staat. Het duurde nog tot 1848 eer de binnenafwerking klaar was en de gerechtelijke overheid er haar intrek nam.
In 1993 erkende de Franse Staat het paleis van justitie als beschermd erfgoed en monument historique.